# Kokainowy miś
Kokainowy miś (ang. Cocaine Bear) – amerykański film z pogranicza horroru i komedii z 2023 roku w reżyserii Elizabeth Banks.

## Opis
Inspirowana prawdziwymi wydarzeniami historia niedźwiedzia, który zażył nadmierną ilość kokainy.

## Inspiracja
Fabuła filmu inspirowana jest odnalezieniem niedźwiedzia, który zmarł wskutek przedawkowania kokainy. Twórcy filmu postanowili zastanowić się, co by było, gdyby przeżył, i przedstawić to w filmie.
W grudniu 1985 roku w północnej Georgii znaleziono ciało niedźwiedzia, ważącego ok. 80 kg. Zwierzę było martwe już od ponad miesiąca, a obok niego leżały resztki torebek foliowych po kokainie. Śledczy ustalili, że każda torebka zawierała kilogram kokainy, co łącznie daje ok. 40 kilogramów. Narkotyki znalazły się tam po nieudanej próbie przemytu przez Andrew Thorntona, który wyrzucił torbę z kokainą z prywatnego samolotu w góry w Georgii. Thornton zginął tego samego dnia — po skoku z samolotu jego spadochron się nie otworzył.
Amerykański lekarz stwierdził, że żołądek niedźwiedzia był po brzegi wypełniony kokainą i nie ma ssaka, który by to przeżył.

## Obsada
- Keri Russell jako Sari
- O'Shea Jackson Jr. jako Daveed
- Alden Ehrenreich jako Eddie
- Christian Convery jako Henry
- Brooklynn Prince jako Dee Dee
- Isiah Whitlock Jr. jako Bob
- Margo Martindale jako Ranger Liz
- Ray Liotta jako Syd
- Jesse Tyler Ferguson jako Peter
- Aaron Holliday jako Stache
- J.B. Moore jako Vest
- Leo Hanna jako Ponytail
- Kristofer Hivju jako Olaf
- Hannah Hoekstra jako Elsa
- Ayoola Smart jako Officer Reba
- Kahyun Kim jako Beth
- Scott Seiss jako Tom
- Matthew Rhys jako Andrew C. Thornton II